# Winsener Masthuhn
Das Winsener Masthuhn war ein alter Schlag deutscher Hühner, der zur Gewinnung von Wintermastküken in der Lüneburg-Winsener Gegend aus der Kreuzung von Ramelslohern mit Thüringer Barthühnern, Cochins und Rhodeländern heraus- und weitergezüchtet wurde.

## Beschreibung
Das Winsener Masthuhn war ein weißes, blaufüßiges, den Ramelslohern ähnelndes Huhn. Es unterschied sich von den Ramelslohern durch einen etwas gedrungeneren Bau, niedrigere Stellung, einen weniger langgestreckten Hals und durch einen Federbart.

## Geschichte
Um im zeitigen Frühjahr den Hamburger Markt mit Fleisch zu versorgen, wurden im Winter in den Wohnstuben der Kleinbauern Glucken gesetzt. Die Küken wurden in Körben am warmen Ofen aufgezogen und gemästet. Zur Intensivierung dieser „Stubenkükenzucht“ wurden in lokale Landhuhnschläge, wie das Ramelsloher Huhn, zur Verbesserung der Brutlust und des Fleischansatzes schwere asiatische Hühnerrassen, wie das Cochin, eingekreuzt. So entstanden neue Wirtschaftshühner, wie das Winsener in der Gegend um Winsen an der Luhe und das oldenburgische Stuhrer Masthuhn.
Das Winsener Huhn eignete sich besonders für den Zweck der Gewinnung von Wintermastküken (Hamburger Küken), da es auch im Herbst und Winter Eier legte und brütete. Die Nachzucht rasch an Fleisch und Fett zu nahm und früher als andere Hühner schlachtreif war. Adulte Tiere wogen 2 bis 3,5 kg.
Die letzten Zuchtbestände der "alten" Winsener verschwanden vermutlich in den 1930er Jahren.

## Neuzüchtung
Mitglieder eines Winsener Vereins versuchen diese Hühner wieder neu zu erzüchten. 2008 wurden Zuchttiere erstmals im Rahmen der BLE-Bestandserfassung gezählt.